# Festival Chorobná
Festival Chorobná 2001 je název alba skupiny Horkýže Slíže z roku 2001. Jde o první řadové album na značce EMI a zároveň poslední, na kterém hraje původní bubeník Martin Košovan.
Album je koncipováno jako fiktivní festival. Jeho obal popisuje údajné skupiny, které na tomto festivalu hrají jednotlivé písně (i přesto, že každou skladbu hraje Horkýže Slíže). Výjimkou je Ray Corte, skutečná skupina, která hostuje v písni Chrobák (v této skupině kdysi působil i pozdější bubeník Horkýže Slíže Marek Viršík). Některé písně se v kratší podobě (jako ukázky) objevily již na předcházejícím albu Ja chaču tebja.

## Seznam skladeb
1. „Intro“
2. „Milý synu“
3. „Organista na chóruse taktiež nehrá v jednom kuse“
4. „Veľká Mača, Vincov Háj“
5. „Telegram“
6. „Nikto, nič“
7. „Rozmyšľali“
8. „Štidirí“
9. „Lístok na Mars“
10. „Vodník“
11. „Esoterická“
12. „Playback“
13. „Chrobák“
14. „Beta“
15. „Žltý sneh“
16. „Kožky, perie“
17. „Lístok na Mars - bonus version“
18. „Veľká Mača, Vincov Háj - bonus version“
19. „Nebolo to zlé“

### Fiktivní skupiny
- Spitipáter (2, 3)
- Protektív Kaučuk (4 – 6)
- Báro Stáro (7, 8)
- Zelený Ronald Reagge (9, 10)
- Maxim Turbo Perverse (11, 12)
- Ray Corte (13) – ve skutečnosti tam tato skupina vystupuje
- Gulevátor (14, 15)
- Štrbavý Mamut (16)